# Ulf Nordström
Ulf Nordström, född 1956, är kulturchef på Region Värmland. Han har sedan 1980-talet varit en mångsysslare inom filmsektorn, bland annat som filmkonsulent, journalist, tv-producent, festivalarrangör och manusförfattare. Nordström har tidigare varit chef för Film i Värmland och ledamot i juryn för filmpriset Guldbaggen. Tillsammans med Jan Gradvall, Björn Nordström och Annina Rabe sammanställde han boken Tusen svenska klassiker (2009) och tillsammans med Björn Nordström, Lars Nylin och Marie Oskarsson skrev han Tusen klassiker från hela världen (2012).